# Crisis (filme)
Crisis (bra: Terra em Fogo) é um filme estadunidense de 1950, do gênero drama dirigido por Richard Brooks.

## Elenco
- Cary Grant como Dr. Eugene Norland Ferguson
- José Ferrer como Raoul Farrago
- Paula Raymond como Helen Ferguson
- Signe Hasso como Isabel Farrago
- Ramon Novarro como Coronel Adragon
- Gilbert Roland como Roland Gonzales
- Leon Ames como Sam Proctor